# Neidling
Neidling osztrák mezőváros Alsó-Ausztria St. Pölten-i járásában. 2024 januárjában 1531 lakosa volt. 

## Elhelyezkedése

Neidling a Sankt Pölten-i járásban

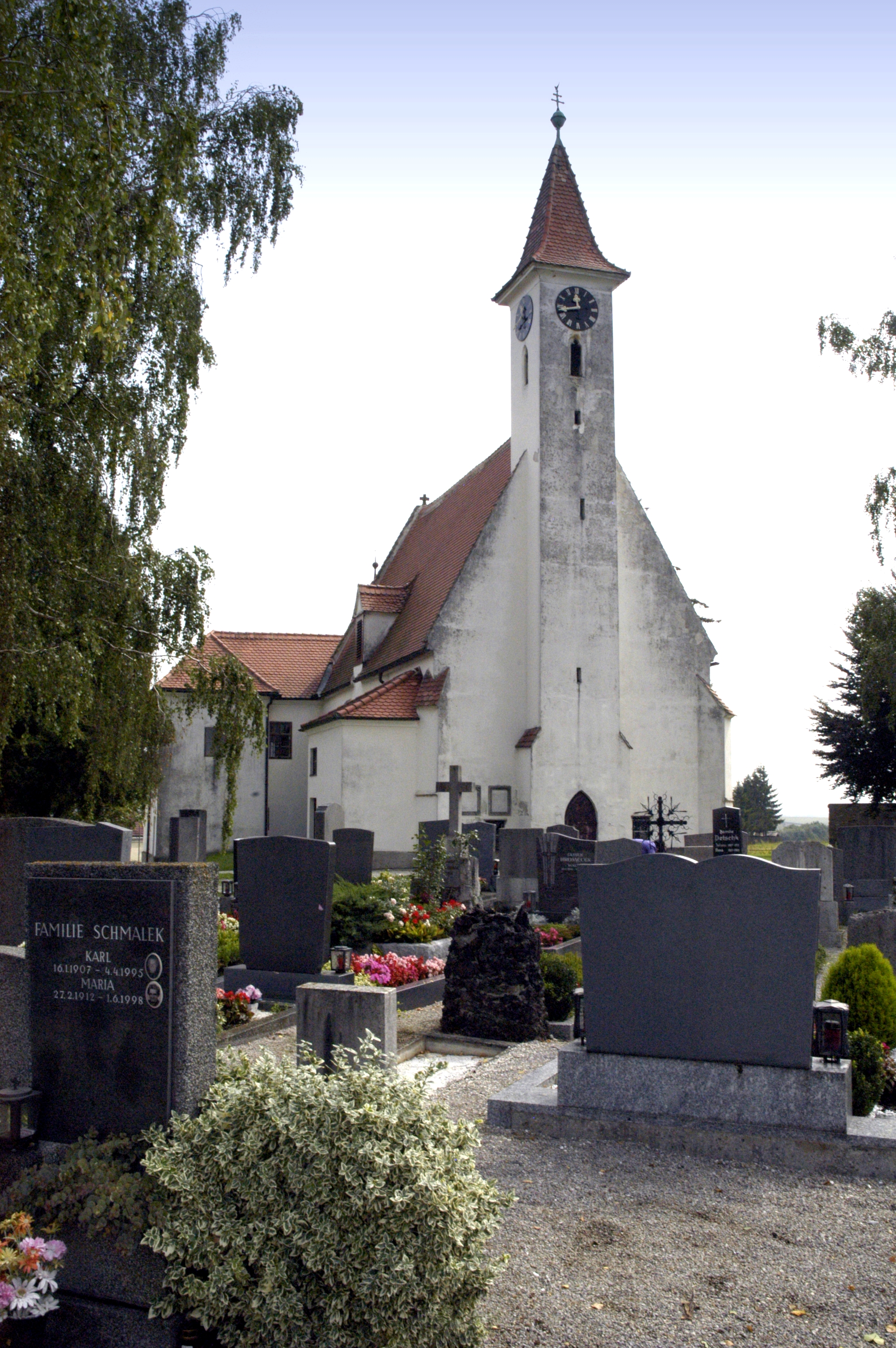
A Szt. Péter és Pál-plébániatemplom

Neidling a tartomány Mostviertel régiójában fekszik a Kremnitzbach folyó mentén. Területének 37%-a erdő, 53% áll mezőgazdasági művelés alatt. Az önkormányzat 11 települést egyesít: Afing (271 lakos 2024-ben), Dietersberg (95), Enikelberg (55), Flinsbach (483), Gabersdorf (102), Goldegg (23), Griechenberg (170), Neidling (113), Pultendorf (41), Watzelsdorf (118) és Wernersdorf (60).
A környező önkormányzatok: északra Karlstetten, keletre Sankt Pölten, délre Gerersdorf, délnyugatra Hafnerbach.

## Története
Neidlinget először 1180-ban említik a göttweigi apátság urbáriumában. Temploma a 13. században St. Pölten filiáléja volt, a 15. században vikariátus, 1784-ig pedig Karlstetten filiáléja. A falu csak 1822-ben kapott önálló egyházközséget.  
Neidling Goldegg várának uradalmához tartozott. Első ismert tulajdonosa Wézil von Goldegg 1293-ból. 1326-tól hercegi birtok. 1589-től 1639-ig az Enenkel család tulajdonában volt; ekkor a középkori várat átépítették késő reneszánsz kastélyegyüttessé. Bécs 1683-as ostromakor a török portyázók megtámadták a kastélyt, de nem tudták elfoglalni.
1782-ben az Auersperg család szerezte meg a goldeggi kastélyt és a hozzá tartozó uradalmat. A feudális birtokrendszer 1848-as megszűnése után, 1850-ben megalakult a községi önkormányzat. Az 1869-ben alapított neidlingi önkéntes tűzoltóegylet a legrégebbi a St. Pölten-i járásban. 1978-ban Neidling címert kapott, 2006-ban pedig mezővárosi rangra emelték. 

## Lakosság
A neidlingi önkormányzat területén 2024 januárjában 1531 fő élt. Lakosságszáma 1961 óta gyarapodó tendenciát mutat. 2022-ben az ittlakók 96,5%-a volt osztrák állampolgár; a külföldiek közül 1,1% a régi (2004 előtti), 1% az új EU-tagállamokból érkezett. 0,8% a volt Jugoszlávia (Horvátország és Szlovénia kivételével) vagy Törökország; 0,5% egyéb ország polgára volt. 2001-ben a lakosok 92,2%-a római katolikusnak, 1% evangélikusnak, 0,9% ortodoxnak, 0,3% mohamedánnak, 4,8% pedig felekezeten kívülinek vallotta magát. Ugyanekkor a legnagyobb nemzetiségi csoportot a németek (98,3%) mellett a horvátok alkották 8 fővel (0,6%). 
A népesség változása:

| 2016 | 1 449 |
| 2018 | 1 461 |

## Látnivalók
- a goldeggi kastély
- A Szt. Péter és Pál-plébániatemplom

## Fordítás
- Ez a szócikk részben vagy egészben  a   Neidling című német Wikipédia-szócikk ezen változatának fordításán alapul.  Az eredeti cikk szerkesztőit annak laptörténete sorolja fel. Ez a jelzés csupán a megfogalmazás eredetét és a szerzői jogokat jelzi, nem szolgál a cikkben szereplő információk forrásmegjelöléseként.